# محمد بن نافع
محمد بن نافع كان حاكمًا لليمن في القرن التاسع في عهد الخلافة العباسية.
عُين محمد في صنعاء من طرف الخليفة المأمون (حكم 813-833) في محاولة للتوفيق بين اليمنيين، الذين أصبحوا غير منضبطين في عهد الحاكم السابق إسحاق بن العباس الهاشمي. ورغم ذلك، سرعان ما واجه ثورة أحمد بن محمد العمري، الملقب بأحمر العين، في المرتفعات الوسطى، وأخرجه المتمردون في النهاية من المقاطعة. خلال فترة حكمه، كانت الجوف تُدار بشكل منفصل من قبل الزعيم الهمداني مالك بن لقمان الأرحبي. 

## ملحوظات
1. ↑  Al-Mad'aj 1988، صفحة 213; Al-Ya'qubi 1883، صفحة 561; Bosworth 1987، صفحة 176.